# Монастир сестер Пресвятої Родини (Львів)
Монастир сестер Пресвятої Родини — греко-католицький жіночий монастир у Львові. Головний дім Згромадження розташований на вулиці Яловець, 15. Сестри монастиря опікуються дітьми-сиротами.

## Галерея

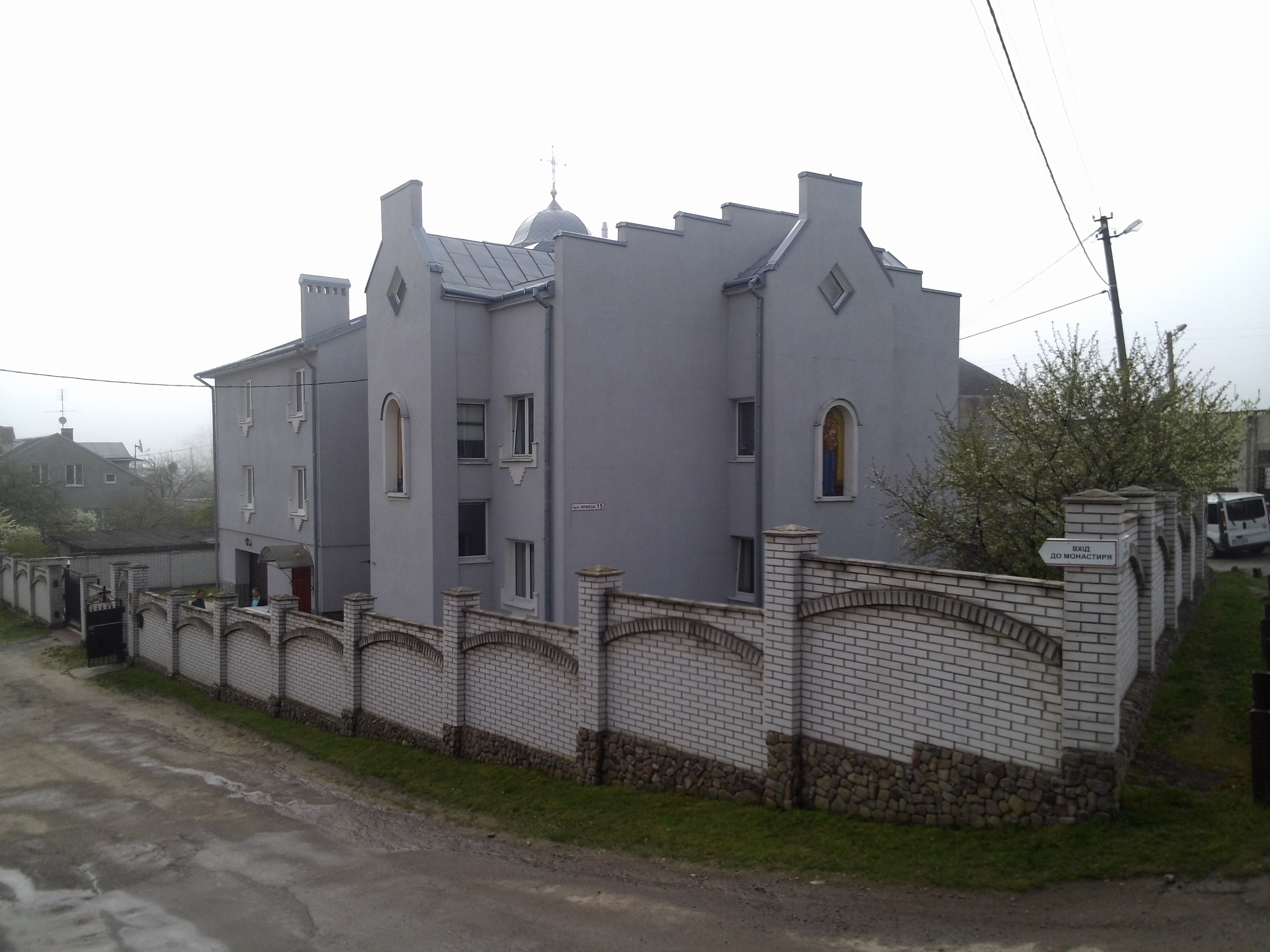
Будівля монастиря
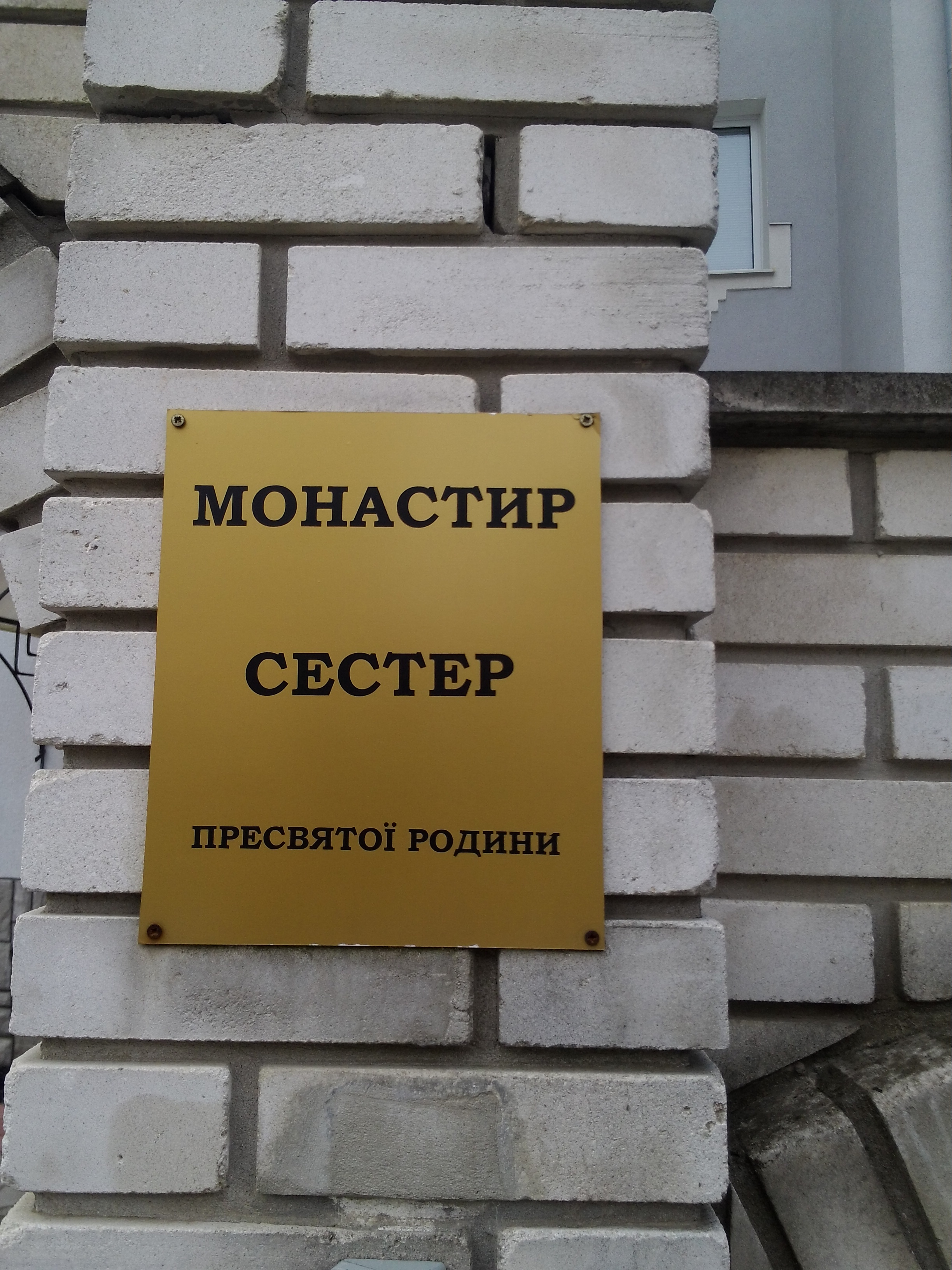
Табличка з назвою монастиря
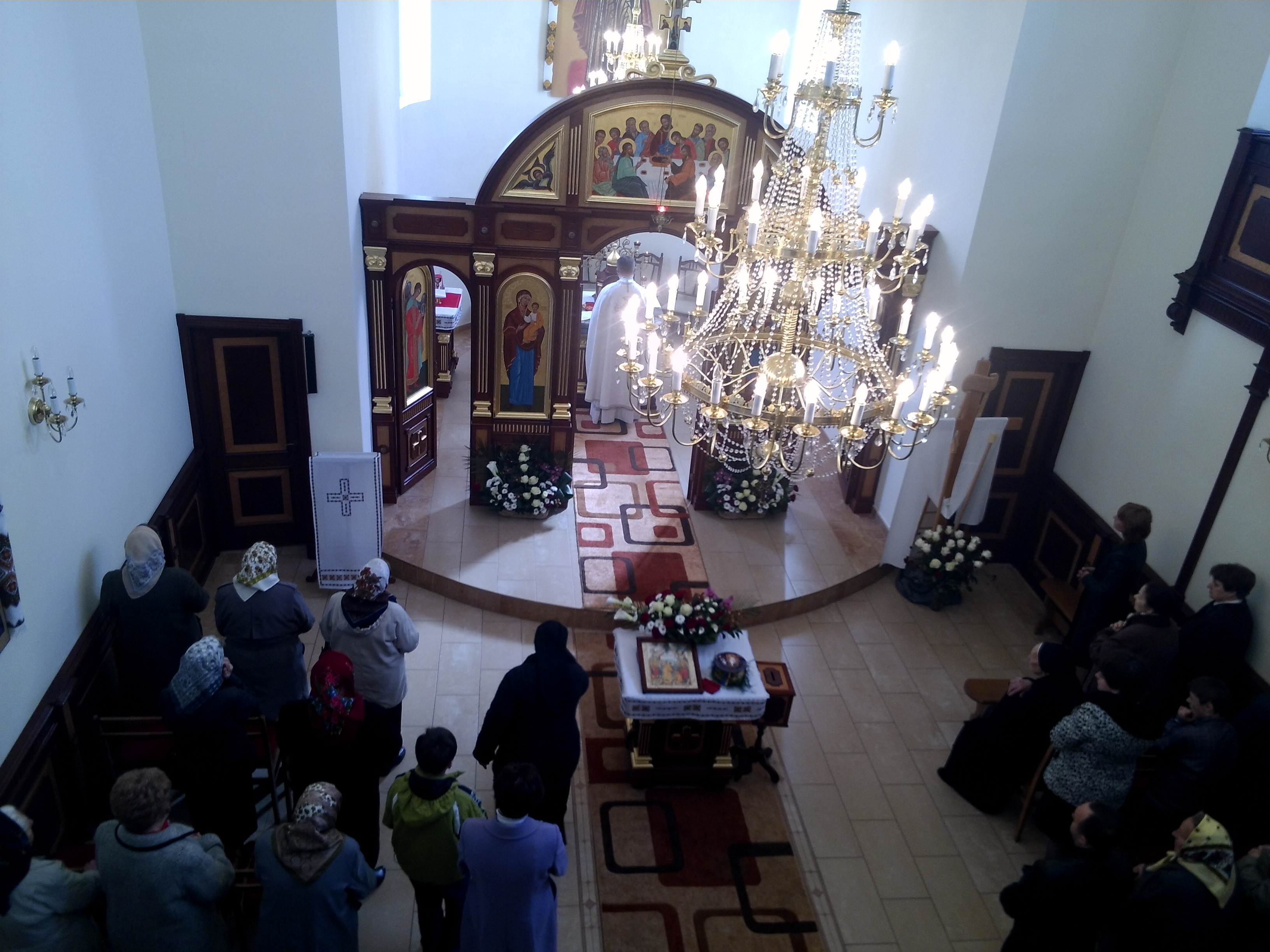
Під час служби
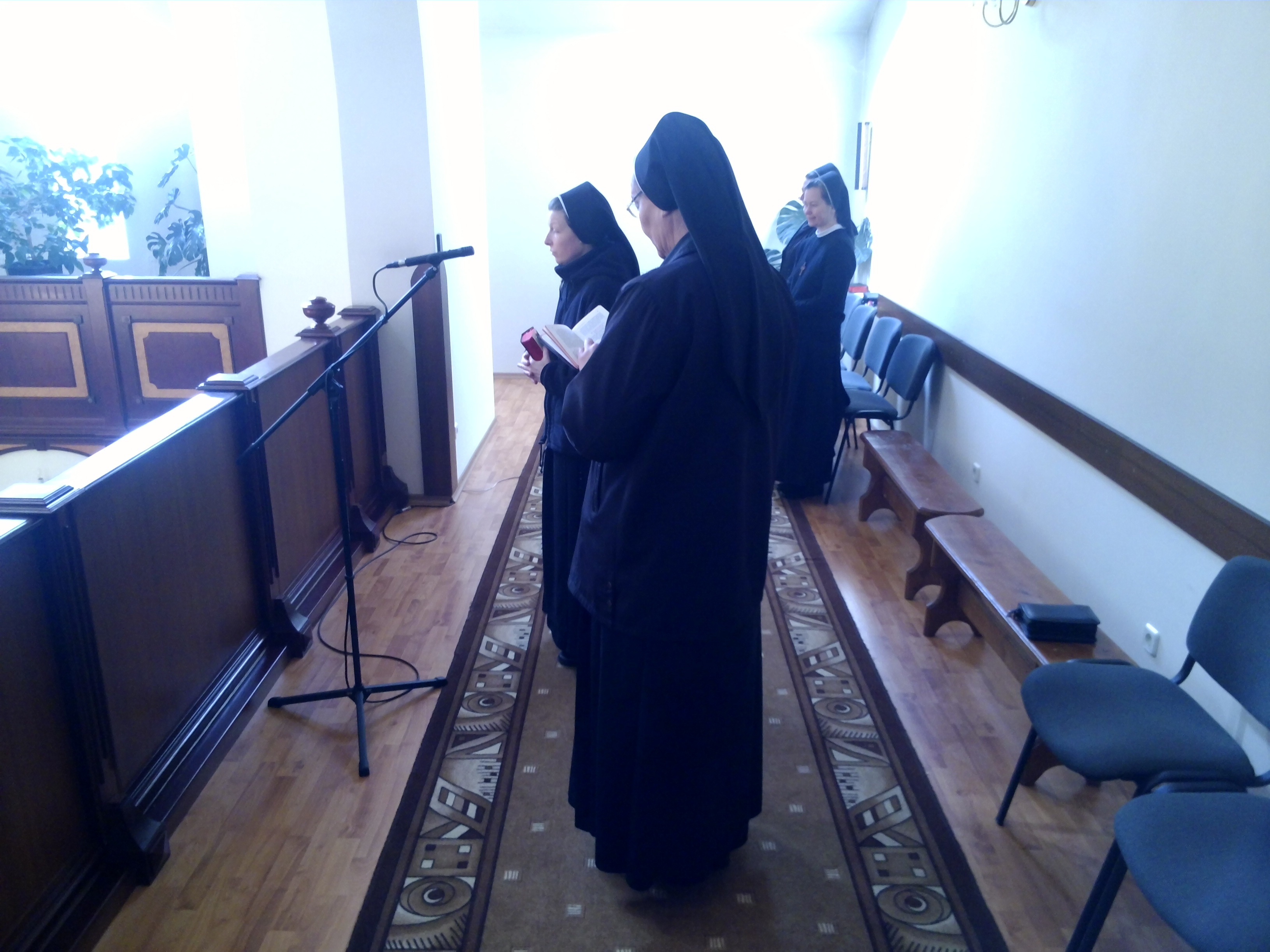
Сестри під час служби